# Malin Lennartsson
Malin Lennartsson, född 1967, är lektor i historia vid Linné universitet.
Lennartsson doktorerade 1999 vid Lunds universitet med avhandlingen I säng och säte. Relationer mellan kvinnor och män i 1600-talets Småland. Hon är anställd vid Linné universitetet och hennes forskning är inriktad på äktenskapsbildning och familjerelationer i det tidiga moderna samhället, samt våld inom familjen ur ett kulturellt perspektiv. 2007 intervjuades hon i Smålandsposten angående Carl von Linné.

## Priser och utmärkelser
- Vasamuseets vänners pris 2001 [4]